# 郝佑
郝佑，字君辅，小字朵鲁别台。元朝官员，蒙古朵鲁别族人，家族定居安肃州（今河北省徐水县），郝和尚拔都的孙子，郝天挺的儿子。
郝佑由宿卫补任官职，元仁宗时，被任命为殿中侍御史，因为清廉正直而知名，倍受皇帝知遇。外任陕西等处行中书省参知政事、陕西行御史台侍御史。